# Lipasa lingual
La lipasa lingual es miembro de una familia de enzimas digestivas llamadas lipasas de triacilglicerol, EC 3.1.1.3, que utilizan la tríada catalítica de aspartato, histidina y serina para hidrolizar triglicéridoss de cadena media y larga en glicéridos parciales y ácidos grasos libres. La enzima, liberada en la boca junto con la saliva, cataliza la primera reacción en la digestión de los lípidos de la dieta, siendo los diglicéridos el principal producto de reacción. Sin embargo, debido a las características únicas de la lipasa lingual, incluido un pH óptimo de 4,5 a 5,4 y su capacidad para catalizar reacciones sin sales biliares, la actividad lipolítica continúa hasta el estómago. La liberación de enzimas es señalizada por el sistema nervioso autónomo después de la ingestión, momento en el cual las glándulas serosas debajo de las papilas linguales circunvaladas y foliadas en la superficie de la lengua secretan lipasa lingual a los surcos de las papilas circunvaladas y foliadas, co-localizadas con los receptores del gusto de la grasa. La hidrólisis de las grasas de la dieta es esencial para la absorción de grasas en el intestino delgado, ya que los triacilglicéridos de cadena larga no pueden absorberse y hasta un 30% de la grasa se hidroliza entre 1 y 20 minutos después de la ingestión solo por la lipasa lingual.
La lipasa lingual, junto con la lipasa gástrica, comprenden las dos lipasas ácidas.

## Mecanismo propuesto
La lipasa lingual utiliza una tríada catalítica que consiste en ácido aspártico-203 (Asp), histidina-257 (His) y serina-144 (Ser), para iniciar la hidrólisis de un triglicérido en un diacilglicérido y un ácido graso libre. En primer lugar, hay una serie de desprotonaciones que hacen de la serina un mejor nucleófilo. Luego, el par solitario del oxígeno de la serina sufre una adición nucleofílica al primer o tercer carbonilo del triacilglicerol. A continuación, los electrones que se habían movido para formar el carbonilo se transfieren nuevamente hacia abajo para reformar el carbonilo. Luego, el grupo saliente diacilglicerol es protonado por His-257. Después de otra ronda de desprotonaciones, el par solitario del oxígeno del agua sufre una adición nucleofílica al carbonilo que se reformó en el paso anterior. Los electrones que se habían movido hacia arriba desde el carbonilo regresan para reformarlo y dar inicio al Ser, que nuevamente induce la cadena de desprotonación. Los productos finales de la reacción son la tríada catalítica conservada, un diacilglicerol y un ácido graso libre. El monoacilglicérido también está presente en una concentración más baja y se produce después de una segunda ronda de hidrólisis por el mismo mecanismo. Actúa sobre los triglicéridos para ayudar a descomponer los alimentos como parte de la composición de la saliva.

## Fibrosis quística
Los pacientes con fibrosis quística (FQ) tienen un 85% de posibilidades de experimentar además los efectos de la insuficiencia pancreática exocrina. En los casos más extremos, estos pacientes no producen lipasa pancreática, pero incluso cuando la enzima está completamente ausente, la grasa de la dieta se sigue absorbiendo. Los estudios han demostrado que incluso en estos casos, la lipasa lingual está presente en cantidades normales, y contribuye a más del 90% de la actividad total de la lipasa en el duodeno. Esto se puede atribuir al hecho de que la lipasa lingual tiene un pH óptimo bajo y, por lo tanto, puede permanecer activa a través del estómago hasta el duodeno, donde hay un pH bajo en pacientes con FQ. Por tanto, se ha propuesto que una posible opción de tratamiento para la insuficiencia pancreática exocrina sería la terapia de reemplazo enzimático utilizando lipasa lingual, aumentando la cantidad de absorción de grasa de la dieta y disminuyendo el riesgo de desnutrición. El mecanismo propuesto por la lipasa lingual, que escinde preferentemente triacilgliceroles de cadena corta y media, proporciona un medio para la absorción sin la necesidad de formación de micelas ni quilomicrones. Los ácidos grasos libres de cadena corta y media se pueden absorber directamente a través de las células mucosas hacia el torrente sanguíneo sin mayor compactación y, por lo tanto, desempeñan un papel crucial en la nutrición de los pacientes con fibrosis quística (y los neonatos).

## Digestión de grasas en neonatos
En el útero, el feto depende de una dieta rica en carbohidratos y las lipasas linguales y gástricas están presentes en el feto a partir de las 26 semanas de gestación. Después del nacimiento, la grasa de la leche materna o de un sustituto de la leche se convierte en la principal fuente de nutrición. Las tasas de absorción de grasa dietética son mucho más bajas en los neonatos que en los adultos, 65-80% en comparación con >95% respectivamente, lo que puede atribuirse a una baja actividad de la lipasa pancreática. Además, la grasa de la leche no es un buen sustrato para la lipasa pancreática. Este hecho, en combinación con la deficiencia de sales biliares y el bajo pH en todo el tracto gastrointestinal del neonato, exige que la lipasa lingual sea la principal enzima que catalice la hidrólisis de la grasa de la dieta. Esta actividad enzimática se ha observado ya a las 26 semanas de edad gestacional, con una capacidad para hidrolizar las grasas de la dieta variable según la madurez del tracto digestivo.